# آدم صموئيل غولدمان
آدم صموئيل غولدمان (بالإنجليزية: Adam Samuel Goldman)‏ هو ملحن وفنان أمريكي، ولد في 17 يناير 1971 في سيوسيت في الولايات المتحدة.

## وصلات خارجية
- آدم صموئيل غولدمان على موقع IMDb (الإنجليزية)
- آدم صموئيل غولدمان على موقع ميوزك برينز (الإنجليزية)